# Lancaster (Wisconsin)
Lancaster – miasto w Stanach Zjednoczonych, w stanie Wisconsin, siedziba administracyjna hrabstwa Grant.